# Фэйворс, Флойд
Флойд Фэйворс (англ. Floyd Favors; род. 3 декабря 1963, Вашингтон) — американский боксёр, представитель легчайшей и полулёгкой весовых категорий. Выступал за сборную США по боксу в первой половине 1980-х годов, чемпион мира, обладатель бронзовой медали Панамериканских игр, чемпион США среди любителей. В период 1985—1992 годов боксировал также на профессиональном уровне, но без особого успеха.

## Биография
Флойд Фэйворс родился 3 декабря 1963 года в Вашингтоне.

### Любительская карьера
В 1981 году участвовал в национальном турнире «Золотые перчатки», но сумел дойти лишь до стадии четвертьфиналов.
Наибольшего успеха в своей спортивной карьере добился в сезоне 1982 года, когда стал чемпионом США по боксу среди любителей, вошёл в основной состав американской национальной сборной и побывал на чемпионате мира в Мюнхене, откуда привёз награду золотого достоинства — победил здесь всех своих соперников в легчайшей весовой категории, в том числе в финале взял верх над титулованным советским боксёром Виктором Мирошниченко.
В 1983 году победил на турнире AIBA Challenge Matches в Рино и выступил на Панамериканских играх в Каракасе, где на стадии полуфиналов был остановлен венесуэльцем Мануэлем Вильчесом и получил бронзовую медаль.
Пытался пройти отбор на домашние летние Олимпийские игры 1984 года в Лос-Анджелесе, однако проиграл олимпийский отборочный турнир, и вместо него на Олимпиаду отправился Роберт Шеннон.

### Профессиональная карьера
Покинув расположение американской сборной, в марте 1985 года Фэйворс успешно дебютировал на профессиональном уровне. В течение двух лет одержал в общей сложности девять побед, не потерпев при этом ни одного поражения (лишь в одном случае была зафиксирована ничья).
В апреле 1987 года вышел боксировать за титул чемпиона Континентальной Америки во втором полулёгком весе по версии Всемирного боксёрского совета (WBC), но проиграл техническим нокаутом в десятом раунде соотечественнику Тайрону Джексону.
В дальнейшем выступал с переменным успехом, потерпел ещё несколько поражений от не самых именитых соперников. Завершил карьеру профессионального боксёра в 1992 году после поражения нокаутом от молодого проспекта Левандера Джонсона.